# Bron-Yr-Aur (canção)
"Bron-Yr-Aur" (AFI: brɔn.ər.aɪr) é uma canção instrumental da banda britânica de rock Led Zeppelin, é executada no violão. Com dois minutos e seis segundos de duração, é a mais curta gravação de estúdio lançada sob o nome da banda. Foi composta e gravada inicialmente em 1970 pelo guitarrista Jimmy Page, durante as sessões de gravação do álbum Led Zeppelin III, e foi lançada eventualmente em 1975, no álbum Physical Graffiti. Recebeu o nome de Bron-Yr-Aur, uma casa de campo em Gwynedd, no País de Gales, onde os membros da banda passaram algum tempo durante a gravação de Led Zeppelin III. ("Bron-Y-Aur Stomp" é uma outra canção do mesmo álbum.)

## Composição
"Bron-Yr-Aur" é uma peça reflexiva e tranquila, e uma das últimas canções acústicas lançadas sob o nome da banda. Apresenta uma afinação tipicamente aberta em Dó6 (C-A-C-G-C-E), e é tocada num Martin D-28 de 1971. Esta mesma afinação foi usada por Page nas faixas "Poor Tom" e "Friends". Alguns pequenos erros e ruídos nas cordas foram mantidos propositadamente por Page, para manter a sensação de execução "ao vivo". O violão também usa um pedal Chorus, para criar um som "flutuante, e também um sutil efeito Flanger, que possui um som semelhente ao de um avião supersônico cortando o ar.
A canção raramente era executada ao vivo nos shows do Led Zeppelin, porém pode ser ouvida em algumas das gravações piratas de sua sexta turnê americana, em agosto-setembro de 1970, quando ela foi executada como parte de seu set acústico. Pode ser ouvida no célebre álbum pirata Live On Blueberry Hill, no qual Plant explica a origem de "Bron-Yr-Aur":
| “ | Este é um lance chamado 'Bron-Yr-Aur'. Esse é o nome do pequeno chalé nas montanhas de Snowdonia, no País de Gales, e 'Bron-Yr-Aur' é o equivalente em galês da frase "Seio Dourado" (Golden Breast). Isso por causa da sua posição, toda manhã, quando o sol nasce, e é um lugar realmente marcante. E depois de ficar lá por um tempo e decidir que era hora de ir embora, por diversos motivos, nós simplesmente não podíamos ir embora e esquecer daquilo. Vocês todos provavelmente já estiveram num lugar assim, só que nós podemos contar para vocês sobre ele e vocês não podem contar pra gente. | ” |

A versão de estúdio de "Bron-Yr-Aur" é tocada no filme The Song Remains the Same, na altura em que os membros da banda são levados para Nova York em uma limusine (embora a canção não esteja no álbum da trilha sonora do filme). Um trecho da canção pode ser ouvido no filme Almost Famous (br / pt: Quase Famosos), numa das poucas ocasiões em que a banda permitiu que uma peça de seu repertório fosse usada num filme.

## Formação
- Jimmy Page - guitarra